# 魯菲諾·布蘭科·豐博納
魯菲诺·布兰科·丰博纳（西班牙語：Rufino Blanco Fombona，1874年6月17日—1944年10月16日）是委内瑞拉作家、政治人物、外交官。